# Mahamat Nouri
Mahamat Nouri (nascido em 1947)  é um líder insurgente chadiano que comanda a União das Forças para a Democracia e o Desenvolvimento (UFDD). Muçulmano do norte do Chade, começou sua carreira como rebelde da FROLINAT e, quando o Segundo Exército do grupo se separou em 1976, aliou-se a seu parente Hissène Habré. Como associado de Habré, obteve em 1978 o primeiro dos muitos cargos ministeriais de sua carreira, tornando-se Ministro do Interior em um governo de coalizão. Quando Habré chegou à presidência em 1982, Nouri estava ao seu lado e desempenhou um papel importante no regime.
Após a queda de Habré em 1990, Nouri passou sua lealdade ao sucessor Idriss Déby, sob o qual ele voltou a ter grande destaque, permanecendo no gabinete sem interrupção de 1995 a 2004. Depois disso, foi enviado como embaixador do Chade na Arábia Saudita. Enquanto naquele país, rompeu com Déby em 2006, juntando-se à oposição armada contra ele.
Nouri liderou a criação, a partir de uma pluralidade de movimentos armados, do mais poderoso dos grupos rebeldes chadianos, a União das Forças para a Democracia e o Desenvolvimento (UFDD). Ele iniciou uma série de ataques contra posições do governo no leste do Chade no outono de 2006, causando sérias dificuldades a Déby. Após o fracasso final de uma série de negociações realizadas na Líbia em 2007, Nouri se uniu a dois outros grupos rebeldes e lançou um ataque direto à capital chadiana em fevereiro de 2008, mas foi repelido após dias de intensos combates.
Em 17 de junho de 2019, ele foi preso pela polícia francesa, assim como Abakar Tollimi e Abderaman Abdelkerim (irmão de Mahamat Nour Abdelkerim), por suspeita de crimes contra a humanidade nos quais esteve implicado entre 2005 e 2010 no Chade e no Sudão no seguimento de um procedimento aberto em 2017.